# Rotunda v Mosti
Župnijska cerkev Marijinega vnebovzetja (malteško Knisja Arċipretali ta' Santa Marija), znana kot Rotunda v Mosti (malteško Ir-Rotunda tal-Mosta), je rimskokatoliška župnijska cerkev v Mosti na Malti, posvečena Marijinemu vnebovzetju. Zgrajena je bila med letoma 1833 in 1860, v neoklasicističnem slogu jo je oblikoval Giorgio Grognet de Vassé. Stoji tam, kjer je bila prej renesančna cerkev, zgrajena okrog leta 1614 po načrtih Tommasa Dinglija.
Zasnova sedanje cerkve temelji na Panteonu v Rimu in ima tretjo največjo nepodprto kupolo na svetu. Cerkev je imela med drugo svetovno vojno precej sreče, saj je 9. aprila 1942 nemška letalska bomba prebodla kupolo in se med množico spustila v cerkev, a ni eksplodirala. Ta dogodek Maltežani razlagajo kot čudež.

## Zgodovina
Čeprav je Pietro Dusina opisal Mosto kot župnijo na svojem pastirskem obisku leta 1575, je mesto postalo župnija šele leta 1608. Kmalu zatem so začeli načrtovati gradnjo nove cerkve, ki je bila zgrajena okrog leta 1614. Zasnovana je bila v renesančnem slogu in je bila delo arhitekta Tommasa Dinglija.  Ta cerkev se je navadno imenovala Ta' Ziri.
V 18. stoletju je postala premajhna za vse prebivalce mesta. Giorgio Grognet de Vassé je predlagal njeno obnovo na neoklasicistični zasnovi, ki je temeljila na Panteonu v Rimu. Kljub nasprotovanju škofa Francesca Saveria Caruane je bil načrt odobren in gradnja cerkve se je začela 30. maja 1833. 
Nova cerkev je bila zgrajena okoli stare cerkve, ki so jo med gradnjo še uporabljali. Prebivalci Moste so pomagali pri gradnji, sodelovali pri gradbenih delih ob nedeljah in praznikih. Ker Grognet ni bil izučen arhitekt, mu je svetoval arhitekt iz družine Sammut. 
Gradnja rotunde je trajala 28 let, dokončana je bila zgodaj v 1860-ih. Stara cerkev je bila porušena leta 1860. Mesto je med gradnjo postalo mesto čaščenja. Cerkev je bila uradno posvečena 15. oktobra 1871. 
Med drugo svetovno vojno je bilo mesto Mosta zaradi bližine letališča v Ta' Qaliju ogroženo zaradi letalskega bombardiranja. Približno ob 16.40  9. aprila 1942 je Luftwaffe na cerkev odvrgla tri bombe, dve sta se odbili brez eksplozije. Ena bomba, težka 500 kg, je predrla kupolo in padla v cerkev, kjer je več kot 300 ljudi čakalo na zgodnjo večerno mašo. Bomba ni eksplodirala, angleška enota za odstranjevanje bomb jo je deaktivirala in  odnesla v morje ob zahodni obali Malte. Ta dogodek so prebivalci razlagali kot čudež. Podobna bomba je zdaj prikazana v zakristiji na zadnji strani cerkve z besedami Il-Miraklu tal-Bomba, 9 ta' April 1942 (kar pomeni 'Čudežna bomba, 9. aprila 1942'). 
Leta 2015 je župnija zaprosila Vatikan, da jo povzdigne v status bazilike. 

## Arhitektura
Rotunda je bila zgrajena v neoklasicističnem slogu , njena struktura pa temelji na Panteonu v Rimu. Fasada ima portik s šestimi jonskimi stebri, ki jih obdajata dva zvonika. Ker je rotunda, ima cerkev krožni tloris s stenami debeline 9,1 m, ki podpira kupolo z notranjim premerom 37,2 m.  Nekdaj je bila kupola tretja največja na svetu. Notranjost cerkve ima osem niš, vključno z večjo z glavnim vhodom in globoko apsido z glavnim oltarjem. 
Preden je bila cerkev zgrajena, je bilo nekaj nasprotovanja, saj so nekateri menili, da je rimski tempelj neprimeren vzorec za zgradbo katoliške cerkve. Nekateri pa so hvalili zasnovo in leta 1839 je bilo v knjigi, ki je bila napisana med gradnjo cerkve, opisana kot "gotovo najveličastnejša, velika in trdna sodobna stavba" na Malti. Ta knjiga nadalje navaja: "Ko bo dokončana, [cerkev] bo okras na otoku, bo arhitekta naredila nesmrtnega in usmerila vsakega obiskovalca na Malto."  Zasnova je bila na koncu dobro sprejeta in velja za Grognetovo mojstrovino. 

## Literatuta
- Gaul, Simon (2007). Malta, Gozo and Comino. New Holland Publishers. p. 252. ISBN 9781860113659.
- Galea, R. V. (1954). "Architecture in Malta" (PDF). Scientia. 8 (4): 158–159. Archived from the original (PDF) on 17 April 2016.